# Fourplay
Fourplay is een hedendaags jazzkwartet uit de Verenigde Staten.

## Bezetting
Oprichters
- Bob James (keyboards)
- Nathan East (e-basgitaar, contrabas)
- Harvey Mason (drums)
- Lee Ritenour (gitaar, tot 1997)

Huidige bezetting
- Bob James (keyboards)
- Nathan East (e-basgitaar, contrabas)
- Harvey Mason (drums)
- Kirk Whalum (saxofoon, dwarsfluit)

Voormalige leden
- Larry Carlton (gitaar, 1997–2010)
- Chuck Loeb † (gitaar, 2010–2017)

## Geschiedenis
De oorspronkelijke bezetting van de band bij de formatie in 1991 bestond uit Bob James (keyboard), Lee Ritenour (gitaar), Nathan East (bas) en Harvey Mason (drums). Lee Ritenour verliet het ensemble in 1997 en Fourplay koos Larry Carlton als zijn opvolger. Larry Carlton verliet Fourplay in 2010 en werd vervangen door Chuck Loeb. Chuck Loeb overleed op 31 juli 2017. Al tijdens Chuck Loebs voorwaardelijke afwezigheid verscheen saxofonist Kirk Whalum met de band, die eerder ook als gastsolist tijdens Fourplay-optredens had opgetreden.
Met het uitbrengen van het eerste album Fourplay in 1991 werd de band beschouwd als de super'band van jazz. Van het eerste album werden meer dan een miljoen exemplaren verkocht en het stond 33 weken op #1 in de Contemporary Jazz List van het tijdschrift Billboard. De volgende lp Between the Sheets werd uitgebracht in 1993 en bereikte ook #1 met gouden status in de Amerikaanse verkoop en werd genomineerd voor een Grammy Award.
Het derde album Elixir, uitgebracht in 1995, klom naar #1 en stond meer dan 90 weken lang in de hitlijsten. In 2015 vierde de band haar 25-jarig jubileum met Silver, waarbij de voormalige leden Lee Ritenour en Larry Carlton gastmuzikanten waren. In de Verenigde Staten werd Fourplay goed ontvangen door een breed publiek door de aangename combinatie van r&b-elementen met pop en jazz sinds het eerste album. Tot dusver zijn er relatief weinig optredens geweest in Duitstalige landen, waaronder de Schiller Bar & Lounge in Herford (2017 en 2015), Fabrik Hamburg (2000), de Jazz Club Minden (november 2011) en het Montreux Jazz Festival (2017, 2012) en 1999).

## Discografie
- 1991: Fourplay (Warner Bros. Records)
- 1993: Between the Sheets (Warner Bros. Records)
- 1995: Elixir (Warner Bros. Records)
- 1997: The Best of Fourplay (Warner Bros. Records)
- 1998: 4 (Warner Bros. Records)
- 1999: Snowbound (Warner Bros. Records)
- 2000: Yes, Please! (Warner Bros. Records)
- 2002: Heartfelt (Bluebird Records)
- 2004: Journey (Bluebird Records)
- 2006: X (Bluebird Records)
- 2008: Energy (Heads Up International)
- 2010: Let's Touch the Sky	(Heads Up International)
- 2012: Esprit de Four (Heads Up International)
- 2015: Silver (Heads Up International)

### Videoalbums
- 1994: An Evening of Fourplay: Volumes I and II
- 2005: Live in Cape Town
- 2006: Live at San Javier Jazz Festival